# ريكاردو كاواكانتا ريبيرو
ريكاردو كاواكانتا ريبيرو (23 فبراير 1977 في ريو دي جانيرو في البرازيل – )؛ هو لاعب كرة قدم سابق كان يلعب كمدافع.

## وصلات خارجية
- ريكاردو كاواكانتا ريبيرو على موقع رابطة كرة القدم اليابانية للمحترفين (اليابانية)
- ريكاردو كاواكانتا ريبيرو على موقع قاعدة بيانات كرة القدم.إي يو (الإنجليزية)
- ريكاردو كاواكانتا ريبيرو على موقع Soccerway.com (الإنجليزية)
- ريكاردو كاواكانتا ريبيرو على موقع عالم كرة القدم.نت (الإنجليزية)